# Abiola Dauda
Abiola Adedeji Dauda, född 3 februari 1988 i Lagos, Nigeria, är en nigeriansk fotbollsspelare (anfallare) som spelar för grekiska Ionikos. Under åren 2008–2012 spelade han för svenska Kalmar FF.

## Karriär
Daudas moderklubb är Grassroot FC i Nigeria. Väl kommen till Sverige gjorde han under säsongen 2007 23 mål på 25 matcher för Sölvesborgs GoIF i Division 2. Detta drog till sig blickar från allsvenska Kalmar FF dit han värvades inför säsongen 2008. Under sitt första år i Allsvenskan gjorde han 5 mål när klubben samtidigt blev svenska mästare.
Den 17 november 2009 skrev nigerianen på ett nytt kontrakt med klubben som sträckte sig över ytterligare tre säsonger.

### Genombrott till sist
Efter att under flera år ha ansetts "lovande" men aldrig riktigt spelat till sig en plats i startelvan fick Dauda under säsongen 2012 sitt riktiga genombrott. Med 14 mål i Allsvenskan bar han sitt KFF som trots nigerianens målproduktion hamnade på en blygsam tiondeplats. Dauda tillhörde dock under hela säsongen toppen av skytteligan och drog till sig blickar från utländska klubbar, däribland polska Lech Poznan. Under säsongen gjorde han även 3 mål på 6 matcher i kvalet till Europa League. 
I november 2012 stod det klart att Dauda inte skulle förlänga sitt kontrakt utan istället lämna klubben som ett Bosmanfall. Någon ny klubb inför säsongen 2013 var dock inte klar..

### Till Balkan
I februari 2013 stod det till sist klart att Dauda skrivit på för den serbiska klubben Röda Stjärnan Belgrad och att han därmed definitivt lämnade sin gamla klubb Kalmar FF som han dittills fortsatt att träna hos. Samma år erhöll han svenskt medborgarskap.

### Panetolikos
I januari 2020 värvades Dauda av Panetolikos, där han skrev på ett halvårskontrakt.

## Meriter
Kalmar FF
- Allsvenskan 2008
- Svenska Supercupen: 2009

 Röda Stjärnan
- Serbiska Superligan: 2013/2014

### Individuellt
- Flest gjorda mål i Europaspel genom tiderna i Kalmar FF: 7 mål.

### Seriematcher och mål
- 2013/2014: 20 / 11
- 2012/2013: 11 / 4
- 2012: 25 / 14
- 2011: 26 / 2
- 2010: 29 / 5
- 2009: 28 / 7
- 2008: 21 / 5
- 2007: 25 / 23